# Greed
Greed — (с англ. — «Жадность») третий и последний сингл со второго альбома Awake группы Godsmack.

## Смысл
Песня о бывшем друге группы, который финансировал их первый альбом. Затем Эрна высказался в Launch Media :«В группе всё стало лучше, мы подписали контракт, он стал получать большую прибыль и был очень возбуждён, по поводу его причастности ко всему этому, и по поводу его какого-либо контроля. Нам пришлось сократить его, и мы потеряли его в какой-то момент. Когда мы начинали о нём разговаривать мы признавали то, что он хотел только похитить целую кучу бабок и всего прочего.»

## Интересное
В клипе мы можем увидеть девушку, изображенную на обложке одноименного альбома группы.

## Рейтинг
В 2001 году Mainstream Rock Tracks 3 место.